# Beuvillers (Calvados)
Cet article possède un paronyme, voir Bavilliers.
Pour les articles homonymes, voir Beuvillers.
Beuvillers est une commune française, située dans le département du Calvados en région Normandie, peuplée de 1 301 habitants.

## Géographie
La commune de Beuvillers se situe au cœur du pays d'Auge. Son bourg est à 3,5 km au sud-est du centre de Lisieux.
Le point culminant est recensé à 140 m par l'IGN ; la cote de 135 m est dépassée en deux points du territoire : en limite nord, près du lieu-dit le Château et en limite sud, près du lieu-dit les Bruyères. Le point le plus bas (47 m) correspond à la sortie de l'Orbiquet du territoire, au nord-ouest. La commune est bocagère sur sa plus grande partie et urbanisée sur les rives de l'Orbiquet constituant un faubourg lexovien.
| Lisieux                  | Lisieux                        | Lisieux |
| Lisieux                  | Beuvillers                     | Glos    |
| Saint-Martin-de-la-Lieue | Saint-Martin-de-la-Lieue, Glos | Glos    |

### Climat
Pour des articles plus généraux, voir Climat de la Normandie et Climat du Calvados.
En 2010, le climat de la commune est de type climat océanique altéré, selon une étude du CNRS s'appuyant sur une série de données couvrant la période 1971-2000. En 2020, Météo-France publie une typologie des climats de la France métropolitaine dans laquelle la commune est exposée à un climat océanique et est dans une zone de transition entre les régions climatiques « Côtes de la Manche orientale » et « Normandie (Cotentin, Orne) ». Parallèlement le GIEC normand, un groupe régional d’experts sur le climat, différencie quant à lui, dans une étude de 2020, trois grands types de climats pour la région Normandie, nuancés à une échelle plus fine par les facteurs géographiques locaux. La commune est, selon ce zonage, exposée à un « climat contrasté des collines », correspondant au Pays d’Auge, Lieuvin et Roumois, moins directement soumis aux flux océaniques et connaissant toutefois des précipitations assez marquées en raison des reliefs collinaires qui favorisent leur formation.
Pour la période 1971-2000, la température annuelle moyenne est de 10,6 °C, avec  une amplitude thermique annuelle de 12,8 °C. Le cumul annuel moyen de précipitations est de 857 mm, avec 12,7 jours de précipitations en janvier et 8,2 jours en juillet. Pour la période 1991-2020, la température moyenne annuelle observée sur la station météorologique la plus proche, située sur la commune de Lisieux à 2 km à vol d'oiseau, est de 11,7 °C et le cumul annuel moyen de précipitations est de 881,4 mm,. Pour l'avenir, les paramètres climatiques de la commune estimés pour 2050 selon différents scénarios d’émission de gaz à effet de serre sont consultables sur un site dédié publié par Météo-France en novembre 2022.

## Urbanisme

### Typologie
Au 1er janvier 2024, Beuvillers est catégorisée ceinture urbaine, selon la nouvelle grille communale de densité à 7 niveaux définie par l'Insee en 2022.
Elle appartient à l'unité urbaine de Lisieux, une agglomération intra-départementale dont elle est une commune de la banlieue,. Par ailleurs la commune fait partie de l'aire d'attraction de Lisieux, dont elle est une commune de la couronne,. Cette aire, qui regroupe 57 communes, est catégorisée dans les aires de 50 000 à moins de 200 000 habitants,.

### Occupation des sols
L'occupation des sols de la commune, telle qu'elle ressort de la base de données européenne d’occupation biophysique des sols Corine Land Cover (CLC), est marquée par l'importance des territoires agricoles (76 % en 2018), en diminution par rapport à 1990 (82,7 %). La répartition détaillée en 2018 est la suivante : 
prairies (74,8 %), zones industrielles ou commerciales et réseaux de communication (14,9 %), zones urbanisées (9,1 %), zones agricoles hétérogènes (1,2 %). L'évolution de l’occupation des sols de la commune et de ses infrastructures peut être observée sur les différentes représentations cartographiques du territoire : la carte de Cassini (XVIIIe siècle), la carte d'état-major (1820-1866) et les cartes ou photos aériennes de l'IGN pour la période actuelle (1950 à aujourd'hui).

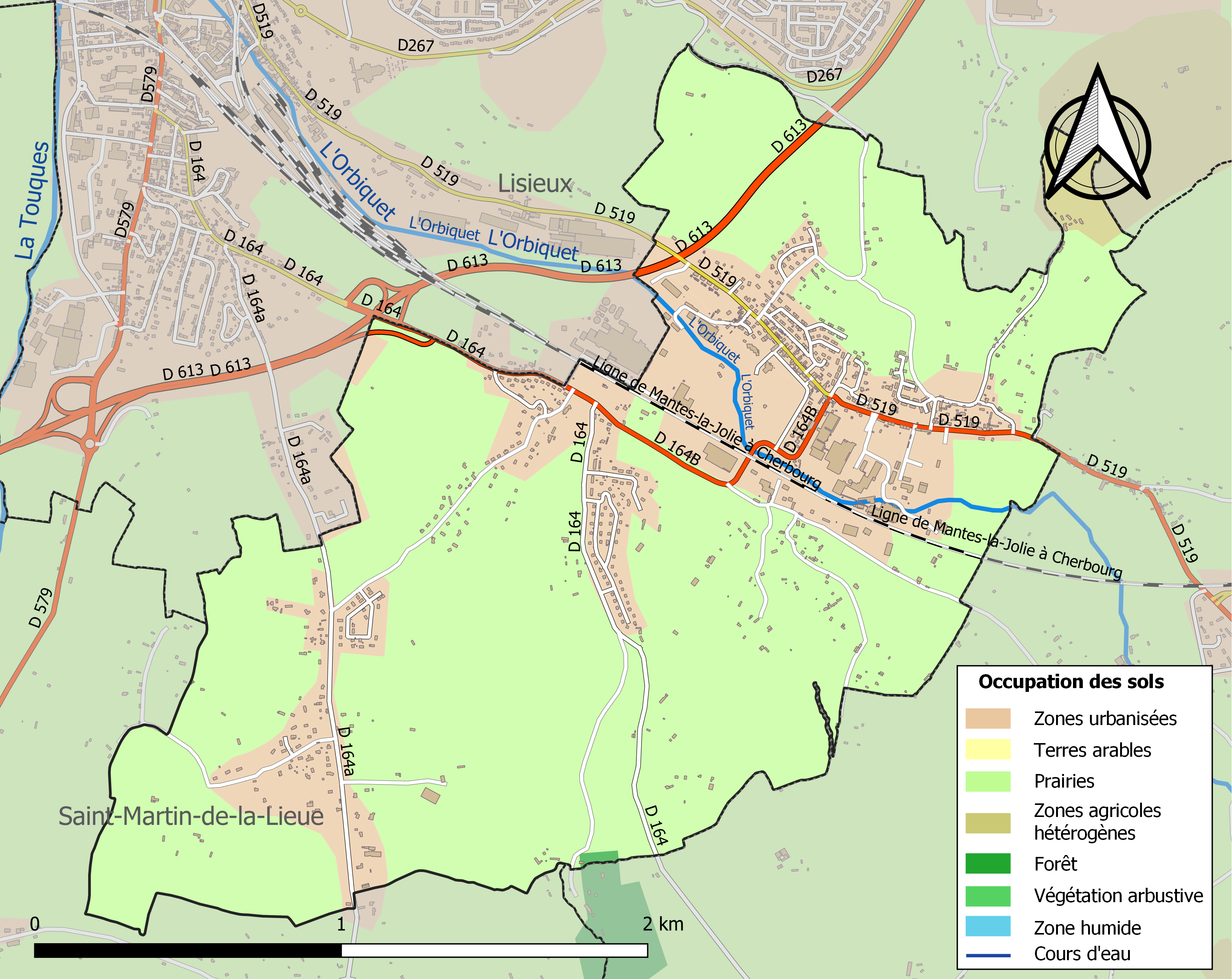
Carte des infrastructures et de l'occupation des sols de la commune en 2018 (CLC).

## Toponymie
Le nom de la localité est attesté sous les formes Boviler en 1180 et Buovilers en 1224. Le toponyme est issu d'un anthroponyme germanique tel que Bodo,, Bovo ou Bovilo, et de l'appellatif villers issu du bas latin villare, « ferme », « village ».
Le gentilé est Beuvillersois.

## Histoire
Avant 1848, la commune n'a pas d'école. Eugène Laniel en fait ouvrir une en 1848.
Le 14 août 1898 vers 4 h du matin, au lieu-dit Lieu Galant, alors sur le territoire de Saint-Jacques,,, a lieu une catastrophe ferroviaire. Un train parti de Paris à 11 h 16 déraille dans une descente, l'accident provoque la mort de sept personnes et en blesse quarante.
En 1960, Beuvillers (727 habitants en 1954) absorbe une partie de Saint-Jacques (3 039 habitants).

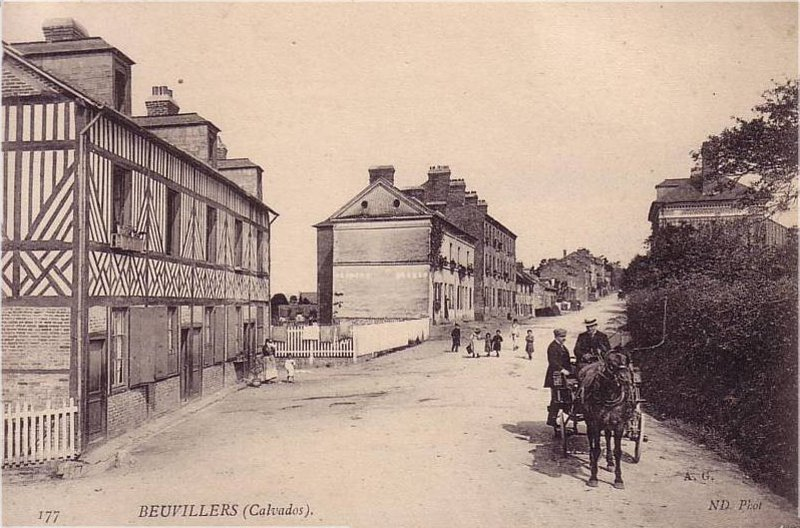
La route d'Orbec sur une carte postale de la fin du XIXe siècle ou du début du XXe siècle.

## Politique et administration
| Période                                  | Période  | Identité        | Étiquette | Qualité   |
| ---------------------------------------- | -------- | --------------- | --------- | --------- |
| 1975                                     | 1992     | Jacques Plessis |           |           |
| 1992                                     | En cours | Didier Mauduit  |           | Ingénieur |
| Les données manquantes sont à compléter. |          |                 |           |           |

Le conseil municipal est composé de quinze membres dont le maire et trois adjoints.

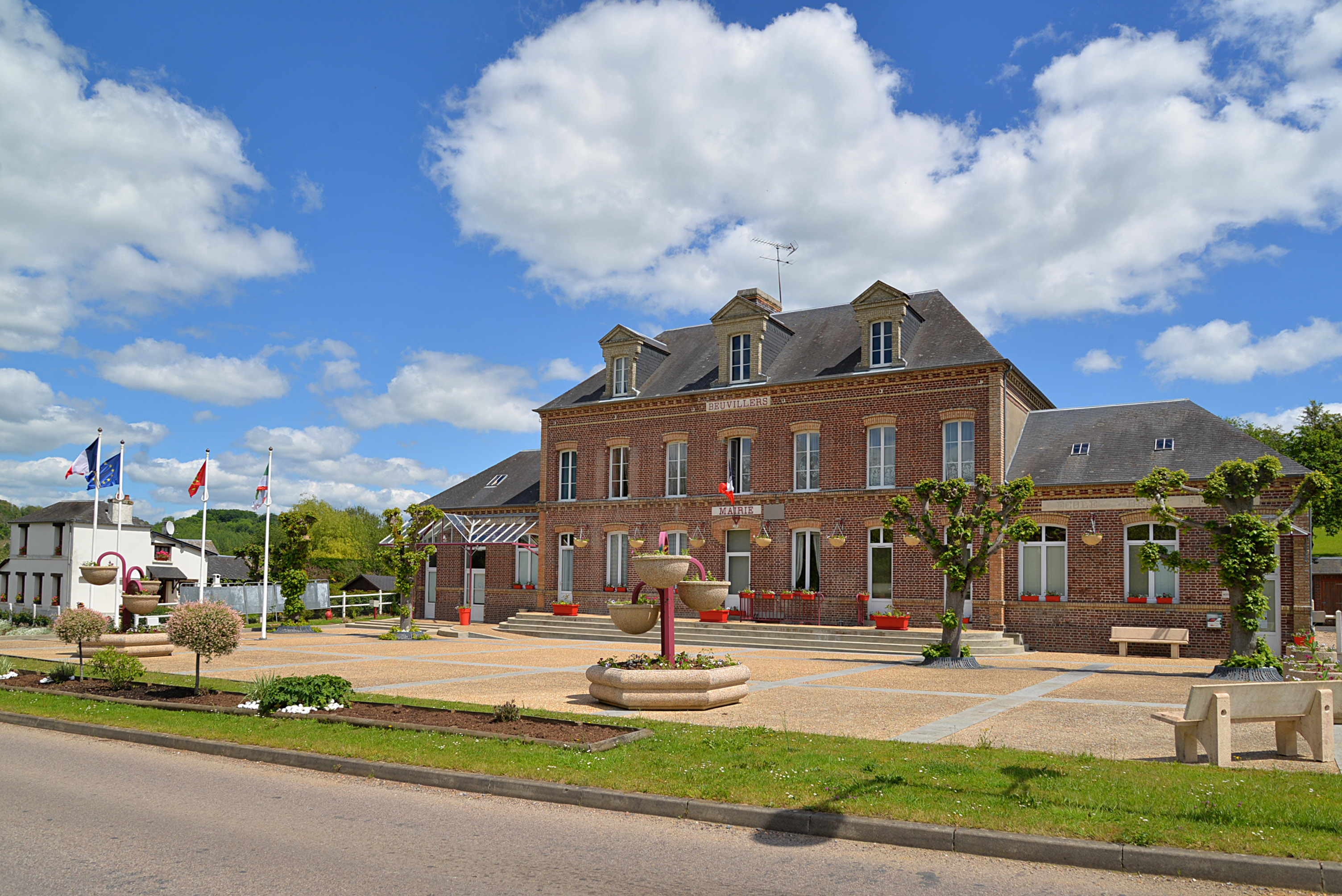
La mairie.

## Démographie
L'évolution du nombre d'habitants est connue à travers les recensements de la population effectués dans la commune depuis 1793. Pour les communes de moins de 10 000 habitants, une enquête de recensement portant sur toute la population est réalisée tous les cinq ans, les populations de référence des années intermédiaires étant quant à elles estimées par interpolation ou extrapolation. Pour la commune, le premier recensement exhaustif entrant dans le cadre du nouveau dispositif a été réalisé en 2008.
En 2022, la commune comptait 1 301 habitants, en évolution de −4,62 % par rapport à 2016 (Calvados : +1,58 %, France hors Mayotte : +2,11 %).
| 1793 | 1800 | 1806 | 1821 | 1831 | 1836 | 1841 | 1846 | 1851 |
| ---- | ---- | ---- | ---- | ---- | ---- | ---- | ---- | ---- |
| 260  | 215  | 284  | 233  | 262  | 280  | 273  | 317  | 418  |

| 1856 | 1861 | 1866 | 1872 | 1876 | 1881 | 1886 | 1891 | 1896 |
| ---- | ---- | ---- | ---- | ---- | ---- | ---- | ---- | ---- |
| 533  | 553  | 570  | 609  | 631  | 696  | 631  | 586  | 566  |

| 1901 | 1906 | 1911 | 1921 | 1926 | 1931 | 1936 | 1946 | 1954 |
| ---- | ---- | ---- | ---- | ---- | ---- | ---- | ---- | ---- |
| 539  | 547  | 512  | 552  | 623  | 698  | 661  | 710  | 727  |

| 1962  | 1968  | 1975  | 1982  | 1990  | 1999  | 2006  | 2008  | 2013  |
| ----- | ----- | ----- | ----- | ----- | ----- | ----- | ----- | ----- |
| 1 037 | 1 267 | 1 263 | 1 037 | 1 054 | 1 069 | 1 197 | 1 234 | 1 370 |

| 2018  | 2022  | - | - | - | - | - | - | - |
| ----- | ----- | - | - | - | - | - | - | - |
| 1 337 | 1 301 | - | - | - | - | - | - | - |

## Économie

### Alva
L'usine est située route d'Orbec (route D 519). C'est une filiale de SARIA (en). Elle produit des matières grasses d'origine animale utilisées dans l'alimentation humaine, l'alimentation animale et l'oléochimie.

### Charal
L'usine est située chemin de Guéfontaine (route D 164b) au bord de l'Orbiquet. Elle appartient au groupe Charal. Elle fabrique 9 000 à 10 000 tonnes de produits par an : des plats cuisinés surgelés, des produits farcis surgelés saisonniers (tomates farcies), des steaks hachés cuits pour hamburgers et de la sauce pour des plats cuisinés frais. En 2014, elle emploie 85 salariés.

### Manufacture Laniel / Exbanor
L'usine est située rue Joseph-Laniel au bord de l'Orbiquet. En 1841, la famille Laniel, originaire de Vimoutiers, rachète l'usine de blanchisserie à cet emplacement et la fait raser pour y faire construire l'usine de tissage mécanique du lin. Au début du XXe siècle, jusqu'à 609 ouvriers y travaillent sur 180 métiers à tisser. Des draps en toile de Vimoutiers y sont fabriqués. La marchandise est stockée dans les hangars et les magasins attenants à l'usine. Joseph Laniel gère son entreprise de façon paternaliste. Il fait construire une cité ouvrière pour loger ses employés, des maisons en pierre et en brique le long de la route d'Orbec.

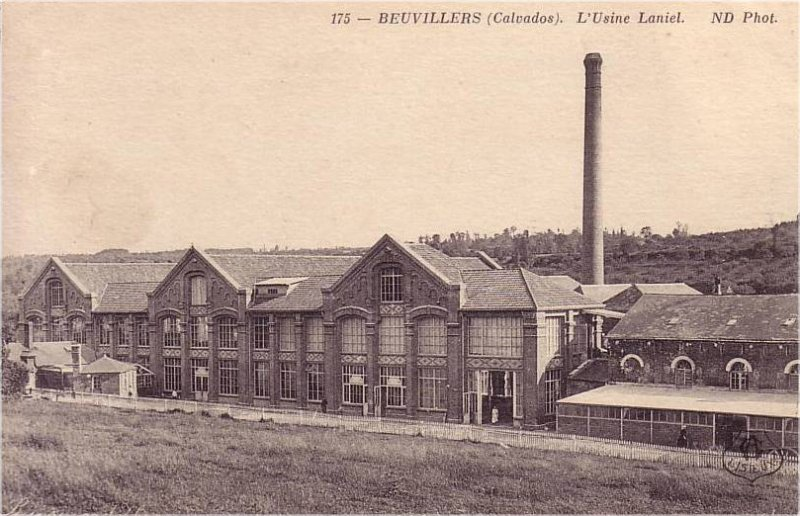
Usine Laniel sur une carte postale de la fin du XIXe siècle ou du début du XXe siècle.
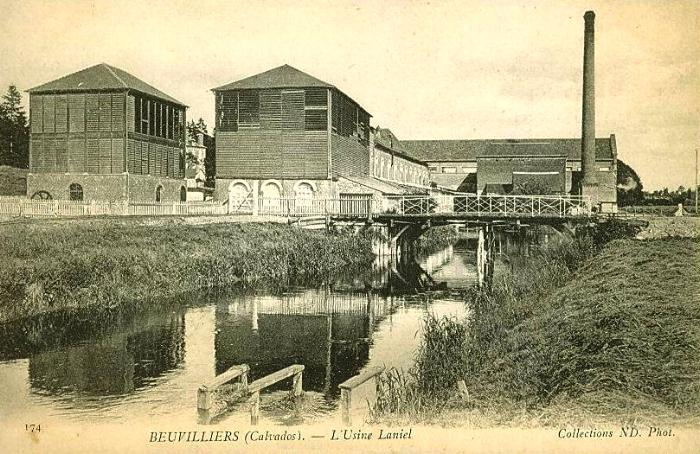
Usine Laniel sur une carte postale de la fin du XIXe siècle ou du début du XXe siècle.

### Nestlé
L'accès au centre de recherche et développement se fait par la rue d'Orival (route D 164), il est situé entre l'Orbiquet et les voies de chemin de fer. Il fait partie du groupe Nestlé.

### Poullain - Sepi
L'entreprise est située chemin des Loges. Elle réalise des travaux d'électricité pour les entreprises, les collectivités et les particuliers.

### Socavia
Les abattoirs Socavia appartiennent au groupe Webert-Ricoeur. Ils sont situés au bord de l'Orbiquet. C'est le seul site du Calvados agréé pour l'abattage rituel de l'Aïd al-Adha. En 2013, ils emploient 45 salariés.

### Artisanat
- Un atelier de poterie (céramique sur grès).

## Culture locale et patrimoine

### Lieux et monuments
Un circuit de promenade intitulé « Les petits secrets de Beuvillers, au fil du temps » permet de découvrir le village et son histoire. Il est jalonné de 14 panneaux descriptifs en bleu :
1. Départ
2. Tisserands et moulins du Pays d'Auge
3. Comprendre les mutations techniques : route d'Orbec (route D 519)
4. L'entreprise Laniel
5. La toile de Vimoutiers
6. La révolution industrielle
7. Des ouvriers prudents
8. Le travail des enfants
9. Le paternalisme
10. Mémoire de tisserands vers 1930 : chemin de Grais, à côté du lavoir
11. Laniel Président !
12. Mémoire de paysans : rue Jean de Tedesco
13. Les plantes du tissage : rue du Stade
14. Les plantes du tissage (suite) : rue du Stade

- Église Sainte-Cécile (XIXe siècle) : située chemin de l'église à côté du cimetière. Elle de style néo-roman, construite en briques, selon un plan longitudinal. Elle est orientée au sud. Son chevet est semi-circulaire. Un corps de bâtiment annexe est accolé au mur Est. Son clocher est de section carrée, percé de baies cintrées munies d'abat-sons. Il est surmonté d'une flèche polygonale, coiffée d'une croix de faîtage. La nef et le chœur sont couverts d'une toiture en bâtière. Les collatéraux sont couverts d'une toiture en appentis. Les murs gouttereaux sont rythmés par des baies cintrées et sont épaulés de contreforts.

À l'intérieur : des statues de : saint Jean-Baptiste, sainte Radegonde, sainte Thérèse, Le Christ, Notre Dame de la paix, Jeanne d'Arc, sainte Anne, saint Joseph, Sainte Vierge. Une fresque représente d'un côté la vie ouvrière et de l'autre la vie paysanne. L'orque est des ateliers Rainburg de Paris, de deux claviers et 14 jeux, donné par la famille Laniel.
- Ancienne manufacture Laniel (XIXe siècle).
- Ancienne cidrerie Blavet (XXe siècle).
- École et mairie (ancienne école) du XIXe siècle.
- Le Monument aux morts, érigé en 1923 à l'intersection de la route du Sap et du chemin des Loges (RD 164), à côté du cimetière. Il est surmonté de la statue du Poilu offensif réalisée par Eugène Durassier.

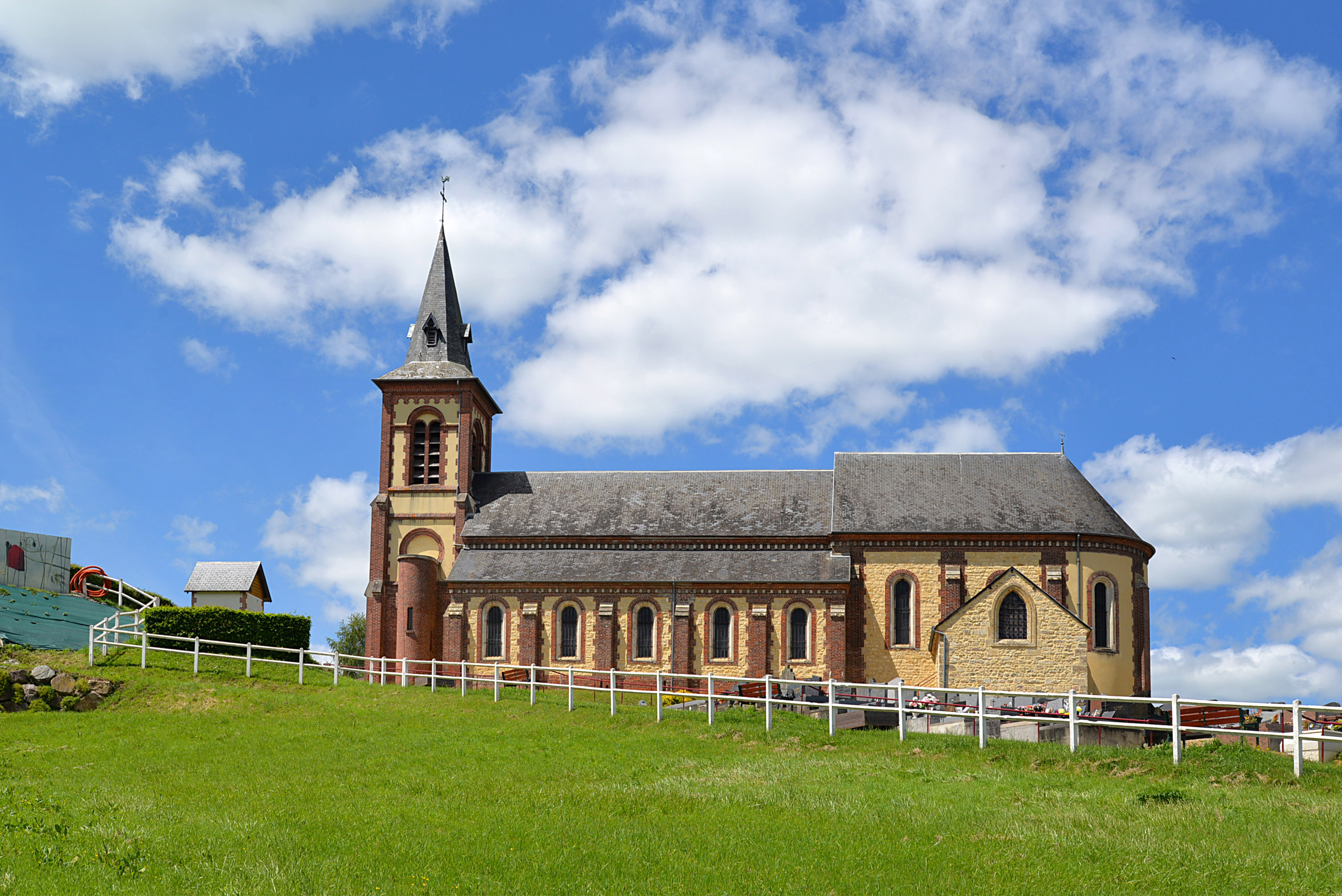
L’église Sainte-Cécile. Vue est.
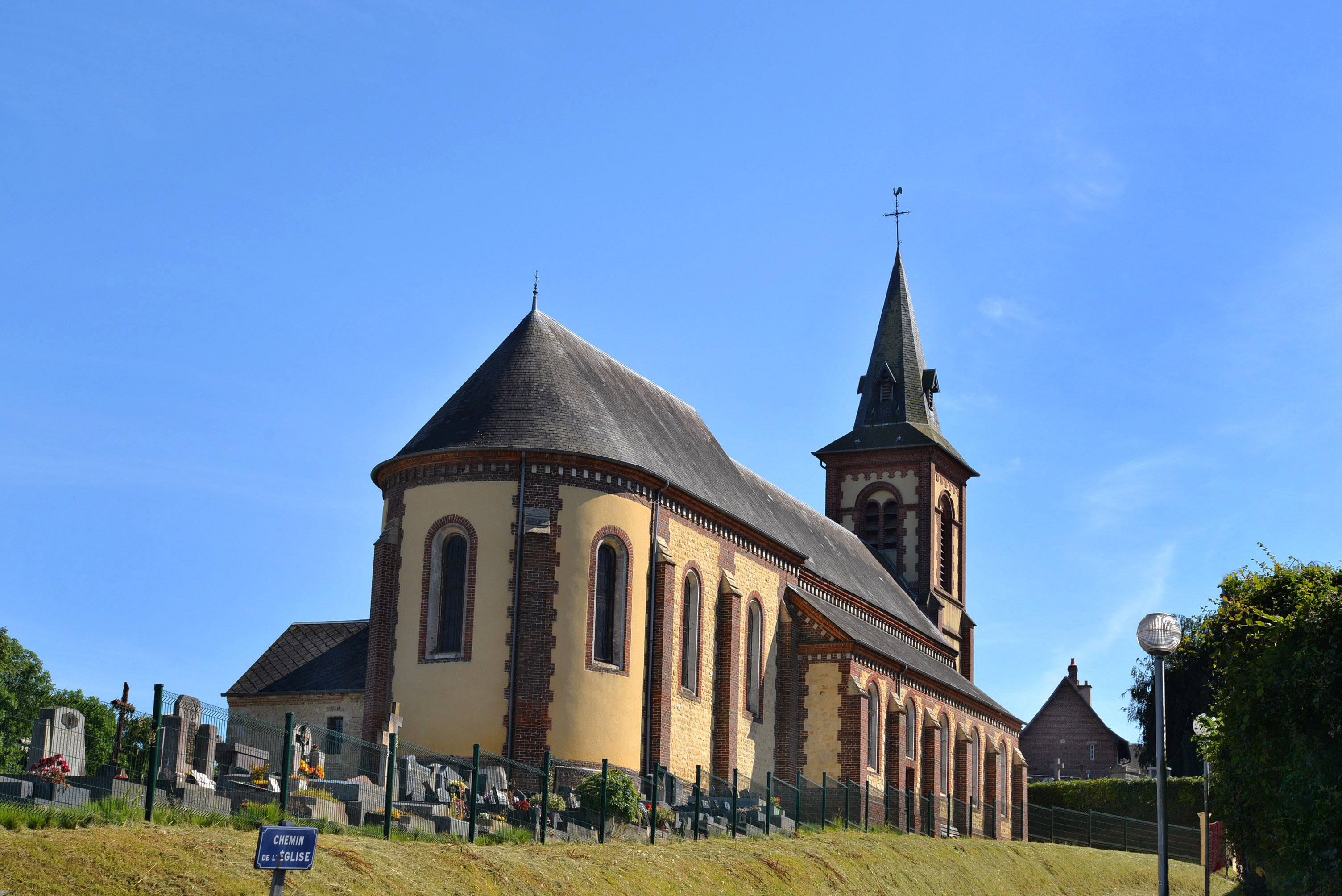
L’église Sainte-Cécile. Vue nord-ouest.

### Activité et manifestations
- Tournoi inter-communal en juin.

### Jumelages
- Gipperath (Allemagne).

### Personnalités liées à la commune
- Henri Laniel (1857-1936), ancien maire de la commune.
- Jacques Santini (né en 1952), ancien sélectionneur de l'équipe de France de football, a séjourné dans le village lorsqu'il débutait sa carrière d’entraîneur au CA Lisieux.

### Héraldique
| Armes de Beuvillers | Les armes de la commune de Beuvillers se blasonnent ainsi : De gueules au chevron renversé de sinople, soutenu d'azur, déporté vers senestre, accompagné en chef d'un massacre de bœuf d'argent soutenu d'une coquille du même et en pointe à dextre d'une porte couverte en croupe, flanquée de deux échauguettes aussi couvertes, le tout de sable mouvant de la pointe. |